# 川崎明美
川崎 明美（かわさき あけみ、1962年11月5日 - ）は、鹿児島県出身の女子レスリング選手である。階級は53kg級。身長155cm。

## 来歴
レスリングを始めたのは非常に遅く、25歳を過ぎてからだった。自衛隊所属の選手として、1990年の全日本選手権57kg級で2位になった。1991年の全日本選手権では階級を53kg級に下げて優勝を飾った。1992年の全日本選手権では2連覇を果たすが、世界選手権では2位に終わった。1993年の全日本選手権でも優勝するが、世界選手権では再び2位に終わった。1994年の全日本選手権で4連覇を達成すると、世界選手権ではアメリカのシャノン・ウイリアムスに逆転勝ちして31歳9ヶ月にして世界チャンピオンとなった。

## 主な戦績
- 1990年 -　全日本選手権　2位（57kg級）
- 1990年 -　サンキストカップ　個人戦　優勝　団体戦　優勝
- 1990年 -　全日本女子オープン
- 1991年 -　全日本選手権　優勝
- 1991年 -　世界選手権　8位
- 1991年 -　全日本女子オープン　3位
- 1992年 -　全日本選手権　優勝
- 1992年 -　世界選手権　2位
- 1992年 -　全日本女子オープン　優勝
- 1993年 -　ドイツ国際　優勝
- 1993年 -　全日本選手権　優勝
- 1993年 -　世界選手権　2位
- 1993年 -　全日本女子オープン　優勝
- 1994年 -　全日本選手権　優勝
- 1994年 -　世界選手権　優勝
- 1994年 -　全日本女子オープン　優勝
- 1996年 -　全日本選手権　2位